# AIO F-313 Qaher
AIO F-313 Qaher (Zdobywca) – prototypowy irański myśliwiec będący, według słów przedstawicieli Iranu, maszyną wybudowaną w technologii stealth.

## Historia
2 lutego 2013 roku, podczas trwania uroczystości państwowych, związanych z 34. rocznicą zwycięstwa irańskej rewolucji islamskiej zaprezentowano samolot F-313 Qaher. Prezentacja odbyła się w obecności prezydenta kraju Mahmuda Ahmadineżada. Według słów irańskiego ministra obrony, Ahmada Vahidi, samolot zbudowano w technologii stealth. Maszyna miała również spędzić w powietrzu wiele godzin. Zaprezentowany prototyp wzbudził wątpliwości wśród zagranicznych obserwatorów co do tego, czy ujawniony samolot jest lotnym egzemplarzem czy jedynie makietą. Większość specjalistów skłania się ku drugiemu rozwiązaniu. Maszyna jest wyjątkowo mała, na ujawnionych zdjęciach brak jest pokryw eksploatacyjnych. Niewielka kabina z trudem mieści pilota, wzbudza to wątpliwości, czy w takich warunkach byłby on w stanie efektywnie realizować swoje zadania. Równie niewielki dziób samolotu uniemożliwia zainstalowanie w nim jakiegokolwiek systemu radarowego. Kabina pilota wyposażona jest w wyświetlacze ciekłokrystaliczne oraz klasyczne przyrządy pokładowe. Zwraca uwagę brak wyświetlacza przeziernego HUD, pozbawiony był go również hełm uczestniczącego w prezentacji pilota. Na F-313 zastosowano układ aerodynamiczny zwany potocznie „kaczką”, w którym skośne usterzenie poziome znajduje się w części dziobowej przed skrzydłami za kabiną pilota. Przód kadłuba posiada poziomą krawędź zmniejszającą echo radiolokacyjne maszyny. Niewielkie wloty powietrza do silnika umieszczono na górnej powierzchni kadłuba po obu stronach kabiny, sprzyja to z jednej strony schowaniu turbiny jednostki napędowej, generującej silne echo radarowe, z drugiej jednak rodzi wątpliwości, co do ich efektywności zwłaszcza w locie przy dużym kącie natarcia. Wielkość wlotów rodzi również wątpliwości, czy są one w stanie zapewnić odpowiednią ilość powietrza dopływającego do silnika w locie poziomym z prędkością naddźwiękową. Na zaprezentowanym samolocie brak jest węzłów do podwieszania uzbrojenia lub wewnętrznych komór. Skrzydła samolotu w kształcie spłaszczonej litery M o grubym profilu z wygiętymi do dołu końcówkami, podobne w swym kształcie do skrzydeł zastosowanych w amerykańskim Boeing Bird of Prey. Irańska telewizja ujawniła film, na którym zaprezentowano F-313 w locie, jednak w zgodnej opinii ekspertów na filmie widoczny jest wielokrotnie mniejszy model.
Po okresie informacyjnej ciszy na temat samolotu, w 2016 roku, niespodziewanie dla większości ekspertów, Iran ogłosił, iż program budowy samolotu znajduje się na ukończeniu a próby maszyny w locie rozpoczną się 21 marca 2017 roku. 15 kwietnia 2017 roku, przy udziale prezydenta kraju i przedstawicieli mediów przeprowadzono próbne kołowania samolotu. Zaprezentowany egzemplarz o numerze bocznym 08 i widniejącym na burcie samolotu napisie „Experimental” znacząco różnił się od maszyny zaprezentowanej trzy i pół roku wcześniej. Przede wszystkim wyposażony był w dwa silniki zamiast jednego. Prawdopodobnie zastosowano pochodzące z dostępnych w Iranie samolotów Northrop F-5 Freedom Fighter jednostki General Electric J85. Wstawienie dwóch silników sprawiło, że maszyna stała się większa. Wymagane było również wzmocnienie podwozia, co też uczyniono. Zdwojono przednią goleń zaopatrując ją w dwa koła. Kokpit wreszcie jest wystarczająco duży, aby bez problemu zmieścić pilota i wyrzucany fotel z serii K-36. Na ujawnionych nagraniach i zdjęciach nie widać wyposażenia kabiny. Kabina osłonięta jest prawdziwą, dwuczęściową owiewką. Zidentyfikowano komunikacyjną antenę radiową umieszczoną na grzbiecie samolotu. Pod kadłubem maszyny, w części dziobowej umieszczono okrągłą głowicę optoelektroniczną chowaną do wnętrza kadłuba. Koliduje to z ideą obniżonej sygnatury radiolokacyjnej, jej kształt czyni ją widoczną dla radarów, a tym samym pozwala zlokalizować samolot. Dziób maszyny, zdaniem analityków nadal jest zbyt mały, aby mógł się tam zmieścić system radiolokacyjny i jego antena. Bez zmian pozostawiono kształt, umiejscowienie i wielkość wlotów powietrza do silnika. Jest to tym bardziej zdumiewające, iż już w poprzednio zaprezentowanym modelu, wyrażano wątpliwości czy będą one w stanie zapewnić wystarczający dopływ powietrza do pojedynczego silnika. Tym razem musiałyby zapewnić efektywny dopływ powietrza dwóm jednostkom napędowym. Ich kształt i umiejscowienie sprawiają, że zbierają one powietrze jedynie od góry. Tym samym ich efektywność podczas gwałtownego manewrowania i lotów z dużym kątem natarcia staje pod dużym znakiem zapytania. Podobnie jak we wcześniejszym modelu, dysze wylotowe nie wystają poza obrys kadłuba, lecz umieszczone są praktycznie w jego wnętrzu. Przy takim umiejscowieniu, naraża to poszycie kadłuba na kontakt z gazami wylotowymi o bardzo dużej temperaturze, a tym samym może prowadzić do jego zniszczenia. Nadal brak jest, zdaniem specjalistów, wewnętrznej komory uzbrojenia w samolocie. Jeśli przewidywana przez konstruktorów jest tylko możliwość przenoszenia uzbrojenia na zewnętrznych zaczepach, czyni to irańską maszyną całkowicie widoczną dla radarów potencjalnego przeciwnika. Nie jest jasne z jakiego rodzaju poszycia wykonano kadłub i elementy strukturalne samolotu. Zdaniem większości ekspertów Iran, pomimo tego, iż był w posiadaniu rasowej maszyny wykonanej w technologii obniżającej skuteczną powierzchnie odbicia radiolokacyjnego, bezzałogowego, amerykańskiego Lockheed Martin RQ-170 Sentinel, zbudował nawet na jego bazie własny bezzałogowy aparat, to jednak nie opanował technologii produkcji takich materiałów. Chiny zaproponowały Iranowi udział w budowie i rozwoju samolotu Shenyang J-31. Maszyna wykonana jest w technologii utrudnionej wykrywalności. Warunkiem udziału jest zamknięcie własnego programu F-313.
Qaher to już drugi po IAMI Shafaq samolot będący próbą opanowania przez irański przemysł technologii budowy samolotów o obniżonej sygnaturze radiolokacyjnej.

## Potencjalne zastosowanie
Dość nieszablonowa konstrukcja F-313 budzi szereg wątpliwości co do zadań jakie przed samolotem mogą być stawiane. Umiejscowienie wlotów powietrza, schowanie dysz wylotowych silników wewnątrz struktury kadłuba, skrzydło o grubym profilu, sugerują, że samolot nie będzie zdolny do osiągnięcia prędkości naddźwiękowej. Istnieje prawdopodobieństwo, iż może być to załogowa wersja bezzałogowej wersji docelowej. Przemawia za tym konstrukcja wlotów powietrza, charakterystyczna dla bezzałogowych aparatów latających, wykonanych w technologii obniżającej ich skuteczną powierzchnie odbicia radiolokacyjnego oraz duże doświadczenie irańskiego przemysłu w budowie i eksploatacji bezzałogowych samolotów. Niewykluczone jest również, że wykorzystując technologię sprawdzoną i charakterystyczną dla maszyn typu UAV, Iran buduje ich załogową wersję. Konstrukcja samolotu zdecydowanie bardziej sprzyja użyciu go w celu skrytego podejścia do wyznaczonego rejonu na niewielkiej wysokości, z prędkością poddźwiękową, niż do walki myśliwskiej.

## Uzbrojenie
Według oficjalnych doniesień, maszyna ma być zdolna do przenoszenia dwóch bomb o masie po 900 kg każda lub kierowanych pocisków rakietowych o takiej samej masie. Nie jest jasne gdzie uzbrojenie ma być przenoszone, brak jest wyróżnionych wewnętrznych komór uzbrojenia jak również na wersji ujawnionej w 2017 roku nie widać zewnętrznych węzłów do podwieszania uzbrojenia.